# Nova Aquitânia
Nova Aquitânia (em francês:  Nouvelle-Aquitaine, pronúncia em francês: [nu.vɛ.l‿a.ki.tɛn]; em occitano:  Nòva Aquitània; em basco:  Akitania Berria; em pictavo-sântone: Novéle-Aguiéne) é uma região administrativa francesa, localizada no sudoeste da França. A região foi criada pela reforma territorial francesa em 2014 através da fusão de 3 regiões: Aquitaine, Limousin e Poitou-Charentes. Abrange 84 061 km2 (32 000 sq mi) ou 1⁄8 do país, sendo a maior região em abrangência territorial. Sua população é cerca de 5,8 milhões de habitantes. A nova região passou a existir em 1 de janeiro de 2016, logo após as eleições regionais, em dezembro de 2015.

## Demografia
A região tem uma população de 5 844 177 (população municipal em 1 de janeiro de 2013).
| Cidade             | Departamento         | População (2013) |
| ------------------ | -------------------- | ---------------- |
| Bordeaux           | Gironda              | 243 626          |
| Limoges            | Haute-Vienne         | 135 038          |
| Poitiers           | Vienne               | 87 424           |
| Pau                | Pirenéus Atlânticos  | 77 575           |
| La Rochelle        | Charente-Maritime    | 74 344           |
| Mérignac           | Gironda              | 68 386           |
| Pessac             | Gironda              | 60 663           |
| Niort              | Deux-Sèvres          | 57 393           |
| Bayonne            | Pirenéus Atlânticos  | 47 492           |
| Brive-la-Gaillarde | Corrèze              | 46 794           |
| Angoulême          | Charente             | 41 970           |
| Talence            | Gironda              | 41 517           |
| Anglet             | Pyrénées-Atlantiques | 39 184           |
| Agen               | Lot-et-Garonne       | 34 344           |
| Mont-de-Marsan     | Landes               | 31 334           |
| Châtellerault      | Vienne               | 31 262           |
| Villenave-d'Ornon  | Gironda              | 30 663           |
| Périgueux          | Dordonha             | 30 036           |

## Ligações externa
- [www.laregion-alpc.fr «Sítio oficial»] Verifique valor |url= (ajuda) (em francês)
- Site das Prefeituras Regionais (em francês)